# Беляев, Иван Артемьевич
Иван Артемьевич Беля́ев (1903 — после 1982) — советский конструктор радиоаппаратуры, лауреат Сталинской премии.

## Биография
Родился 5 (18 апреля) 1903 года. Окончил МЭИ (1934). Работал на Московском заводе № 203 (радиозавод имени С. Орджоникидзе).
С осени 1941 года начальник конструкторского бюро отдела главного конструктора завода № 590 (эвакуированный в Новосибирск из Воронежа завод «Электросигнал»).
Работал на заводе до 1982 года.

## Признание
- Сталинская премия третьей степени (1946) — за разработку новых типов радиостанций (РБМ (радиостанция)).